# İmam-Hatip-Schule

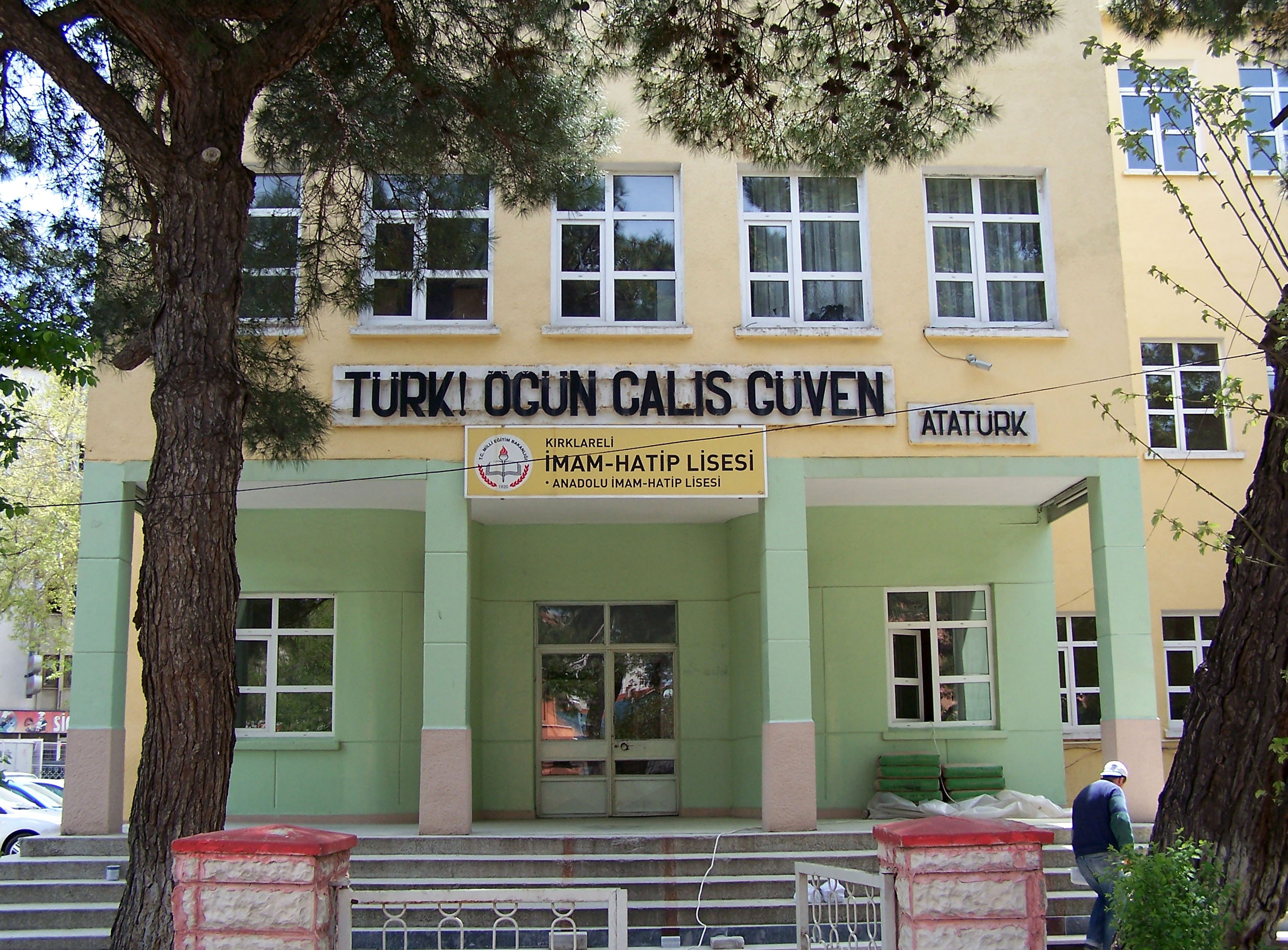
Eine Imam-Hatip-Schule in Kırklareli

İmam-Hatip-Schulen (türkisch imam hatip liseleri) sind staatliche Berufsfachgymnasien für die Ausbildung zum Imam (Vorbeter) und Prediger in der Türkei. Der Abschluss berechtigt nach der Studienberechtigungsprüfung ÖSS auch zum Studium an einer Hochschule.

## Organisation und Lehrinhalte
Zwischen 1997 und 2012 existierten einfache İmam-Hatip-Gymnasien und sogenannte Anadolu İmam-Hatip-Gymnasien. Mit dem Schuljahr 2012/2013 gibt es Imam-Hatip-Schulen wieder für die Mittelstufe (tr: orta okul). Die Schulen sind koedukativ und bieten heute ergänzend zum Lehrstoff anderer Gymnasien auch Arabisch und Koran- und Islamkenntnisse und ein zusätzliches Unterrichtsjahr. Im Schuljahr 2005/2006 betrug die Zahl der Schüler 43.726. Damit waren ca. 7 Prozent der Abiturienten Absolventen der İmam-Hatip-Gymnasien.
Mit dem Gesetz 6287 vom 30. März 2012 (Veröffentlichung im Amtsblatt am 10. April 2012) wurde die Schulpflicht auf 12 Jahre angehoben. Danach wurden 694 Schulen der Mittelstufe in Imam-Hatip Schulen verwandelt. An diesen Schulen schrieben sich ca. 100.000 Schüler ein. Allein in Istanbul schrieben sich ca. 20.000 Schüler an 85 Imam-Hatip-Schulen ein. Damit besuchen 9 % aller Schüler eine Imam-Hatip-Mittelschule. In Konya gibt es seit dem Schuljahr 2012/2013 49 Imam-Hatip Mittelschulen und 26 Imam-Hatip Gymnasien.
Für diese Schulen gilt ein wöchentliches Unterrichtspensum von 36 Stunden (an anderen Mittelschulen sind es 28 Stunden in der 5. und 6. und 29 Stunden in der 7. und 8. Klasse). Zu den Pflichtfächern gehören u. a.: Türkisch, Mathematik, Naturwissenschaften, Sozialwissenschaften, Geschichte der Umwälzung in der türkischen Republik und Kemalismus, Fremdsprache, Religionskultur und Ethik. Die Fächer Koran, Leben des Propheten Mohammed und Grundwissen zur Religion, die an anderen Schulen Wahlfächer sind, gehören auf den Imam-Hatip-Schulen zu den Pflichtfächern. Die Fächer Koran und Leben des Propheten (einschließlich Grundwissen Religion) werden wöchentlich zwei Stunden unterrichtet, Arabisch wird in den Klassen 5 und 6 vier Stunden und in den Klassen 7 und 8 drei Stunden lang unterrichtet.

## Geschichte
Das Gesetz über die Vereinheitlichung des Unterrichts sah bereits in den 1920er Jahren die Schaffung einer „besonderen Schule“ für Religionsbeamte vor. Diese Schulen wurden İmam Hatip Mektepleri genannt, jedoch 1929/1930 mangels Nachfrage und staatlicher Unterstützung geschlossen. Ab dem Jahre 1949 konnten männliche Absolventen der Mittelschule sich in zehnmonatigen İmam-Hatip-Kursen zum Vorbeter und Prediger ausbilden lassen. Im Jahre 1951 wurden unter der Regierung von Adnan Menderes neue gesetzliche Voraussetzungen geschaffen und die ersten İmam-Hatip-Gymnasien gegründet, deren Schülerzahlen sich seitdem rasch vermehrten. Der Höchststand an Schülerzahlen wurde 1997 erreicht. Damals waren mehr als 511.000 Schüler registriert. Beim „postmodernen Putsch“ des türkischen Militärs am 28. Februar 1997 forderte der Nationale Sicherheitsrat Reformen von der Regierung Erbakan-Çiller. Im Hinblick auf die Reduzierung der Schülerzahl der Imam-Hatip-Schulen wurde gefordert, die Schulpflicht von fünf auf acht Jahre zu verlängern. Damit sollte die Mittelstufe („Orta okul“) abgeschafft werden, die es den Schülern bereits nach der fünften Klasse ermöglichte, auf eine Imam-Hatip-Schule oder ein anderes Berufsfachgymnasium zu gehen. Erbakans Regierung weigerte sich, diese Reformen durchzuführen und trat unter vielfältigen Druck des Militärs im Juni 1997 zurück. Die Nachfolgeregierung führte schließlich die geforderten Schulreformen durch. Seitdem können Imam-Hatip-Schulen erst ab der neunten Klasse besucht werden. In der Folge sanken die Schülerzahlen der Imam-Hatip-Schulen rasch. Öffentliche Diskussionen um die Gleichstellung der İmam-Hatip-Gymnasien mit anderen Gymnasien im Jahre 2004 waren Ausdruck des Misstrauens, das man dieser Schulform entgegenbringt. Kritiker betrachten sie als islamische Kaderschmiede.

## Debatte zur Schulreform 2012
Im Kern der Reform vom März 2012 stand die Rehabilitierung der Mittelschule und die damit verbundene Aufwertung der İmam-Hatip-Schulen. Mit ihr sollten die Maßnahmen der Bildungsreform 1997 rückgängig gemacht werden. So sagte Yunus Memiş von der konservativen Lehrergewerkschaft Eğitim Bir-Sen: „Die Reform beseitigt die Effekte von 1997.“ „Autoritäre Führung“, „religiöse Indoktrinierung“, „abgewertetes Parlament“ hieß es im Chor der Kritiker nach der Annahme der umstrittenen Schulreform.
Was Erdoğan als überfällige Korrektur einer ungerechten Ausgrenzung religiöser Kreise sieht, lässt bei seinen Kritikern die Furcht vor einer Islamisierung wachsen. Oppositionsparteien ebenso wie die pädagogischen Fakultäten der wichtigen Privatuniversitäten oder die Lehrergewerkschaften waren verärgert, dass der Reform kaum eine öffentliche oder parlamentarische Debatte vorangegangen ist, sondern die AKP die Reform, die nicht im Wahlprogramm von 2011 erwähnt worden war, im Alleingang ausgearbeitet und im Eiltempo verabschiedet hat. Kasım Birtek von der Lehrergewerkschaft Eğitim-Sen meinte: „Der Staat sollte sich in religiösen Belangen objektiv verhalten und den Menschen selbst überlassen, wie sie sich religiös weiterbilden.“
Insgesamt sank das Bildungsniveau nach anfänglichen Erfolgen der Bildungspolitik der AKP gemäß den Pisa-Erhebungen. Besonders schlecht schneiden darin die İmam-Hatip-Schulen ab.